# Notre-Dame-du-Rocher
Notre-Dame-du-Rocher är en kommun i departementet Orne i regionen Normandie i nordvästra Frankrike. Kommunen ligger i kantonen Athis-de-l'Orne som tillhör arrondissementet Argentan. År 2018 hade Notre-Dame-du-Rocher 53 invånare.

## Befolkningsutveckling
Antalet invånare i kommunen Notre-Dame-du-Rocher
| Referens: INSEE |